# 克萊斯特家族

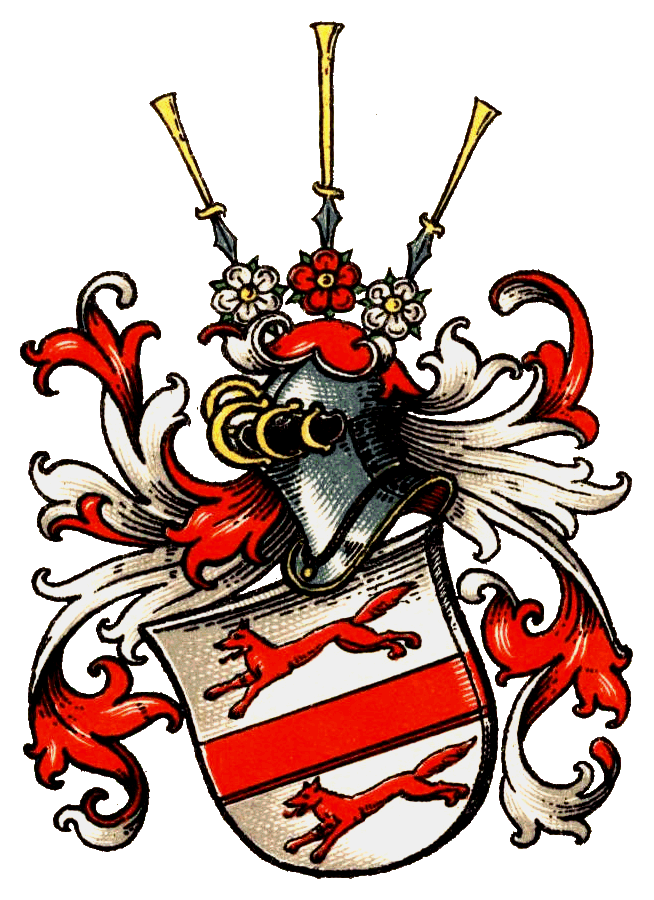
克莱斯特家族纹章

克莱斯特家族（德語：Kleist）是一个古老而显赫的波美拉尼亚普鲁士贵族家族，其成员在普鲁士王国和后来的德意志帝国担任了许多重要的军事和行政职位。为普鲁士\德国在西班牙王位继承战争、奥地利王位继承战争、七年战争、拿破仑战争、三次王朝战争、第一次世界大战和第二次世界大战立下赫赫战功。

## 知名家族成员
- 亨宁·亚历山大·冯·克莱斯特（1677–1749）普鲁士陆军元帅
- 埃瓦尔德·于尔根·冯·克萊斯特（约1700–1748年）莱顿瓶的共同发明人
- 亨宁·亚历山大·冯·克莱斯特（1707–1784）普鲁士中将
- 埃瓦尔德·克里斯蒂安·冯·克莱斯特（1715–1759）德国诗人和军人
- 弗里德里希·威廉·戈特弗里德·阿恩德·冯·克莱斯特（1724-1767年）七年战争期间的普鲁士少将和克莱斯特自由军团的领袖绰号“绿色克莱斯特”
- 弗朗茨·卡西米尔·冯·克莱斯特（1736–1808）普鲁士步兵上将，马格德堡要塞军事长官
- 芭芭拉·索菲亚·冯·克莱斯特（1741–1766）埃姆兰/瓦尔米亚主教的母亲
- 玛丽·冯·克莱斯特（1761–1831）梅克伦堡-施特雷利茨的路易丝王后的密友的侍女
- 弗里德里希·埃米尔·费迪南德·海因里希·克莱斯特·冯·诺伦多夫（1762年4月9日-1823年2月17日）普鲁士陆军元帅
- 弗朗兹·亚历山大·冯·克莱斯特（1769–1797）军人与诗人
- 海因里希·冯·克莱斯特（1777年10月18日－1811年11月21日）德国诗人、剧作家、小说家和短篇小说家。德国著名文学奖克莱斯特奖以他的名字命名
- 卡尔·威廉·海因里希·冯·克莱斯特（1836-1917）普鲁士骑兵将军
- 汉斯·雨果·冯·克莱斯特-雷措（1814–1892）普鲁士省长和保守派政治家[3]
- 阿尔弗雷德·冯·克莱斯特（1857–1921）第一次世界大战德国中将
- 保罗·路德维希·埃瓦尔德·冯·克莱斯特（1881–1954）二战期间德国国防军陆军元帅
- 埃瓦尔德·冯·克莱斯特-施门津（1890-1945）7月20日阴谋刺杀阿道夫·希特勒的阴谋者
- 埃瓦爾德-海因里希·馮·克萊斯特-舒曼森（1922—2013）出版商，在二戰期間曾經是德意志國防軍陸軍中尉軍官，和他的父親埃瓦爾德曾經為了反抗納粹而對抗希特拉。他們父子兩人也一同參與7月20日密謀案，在生前他是7·20事件的最後一名生還者
- 卡尔·威廉·冯·克莱斯特（1914-1994）德国联邦国防军准将
- 埃里卡·冯·克莱斯特（1982–）爵士音乐家